# Ламар (округ, Міссісіпі)
Шаблон:StateAbbr_ 31°13′ пн. ш. 89°31′ зх. д. / 31.21° пн. ш. 89.51° зх. д.
Округ  Ламар (англ. Lamar County) — округ (графство) у штаті Міссісіпі, США. Ідентифікатор округу 28073.

## Історія
Округ утворений 1904 року.

## Демографія
За даними перепису 
2000 року 
загальне населення округу становило 39070 осіб, зокрема міського населення було 12659, а сільського — 26411.
Серед мешканців округу чоловіків було 18856, а жінок — 20214. В окрузі було 14396 домогосподарств, 10721 родин, які мешкали в 15433 будинках.
Середній розмір родини становив 3,11.
Віковий розподіл населення поданий у таблиці:
| Стать    | До 15 років | 15-21 | 22-29 | 30-39 | 40-49 | 50-65 | 65-85 | Понад 85 |
| -------- | ----------- | ----- | ----- | ----- | ----- | ----- | ----- | -------- |
| Чоловіки | 4616        | 2066  | 2237  | 2934  | 2831  | 2624  | 1455  | 93       |
| Жінки    | 4430        | 2285  | 2341  | 3134  | 2957  | 2813  | 1959  | 295      |

## Суміжні округи
- Ковінґтон — північ
- Форрест — схід
- Перл-Рівер — південь
- Меріон — захід
- Джефферсон-Девіс — північний захід

## Виноски
1. ↑  U.S. Decennial Census. United States Census Bureau. Архів оригіналу за 4 квітня 2018. Процитовано 6 листопада 2014.
2. ↑  Historical Census Browser. University of Virginia Library. Архів оригіналу за 11 серпня 2012. Процитовано 6 листопада 2014.
3. ↑  Population of Counties by Decennial Census: 1900 to 1990. United States Census Bureau. Архів оригіналу за 28 грудня 2014. Процитовано 6 листопада 2014.
4. ↑  Census 2000 PHC-T-4. Ranking Tables for Counties: 1990 and 2000 (PDF). United States Census Bureau. Архів оригіналу (PDF) за 18 грудня 2014. Процитовано 6 листопада 2014.
5. ↑  State & County QuickFacts. United States Census Bureau. Архів оригіналу за 7 червня 2011. Процитовано 4 вересня 2013.(англ.) Наведено за англійською вікіпедією.
6. ↑  American FactFinder. Бюро перепису населення США. Архів оригіналу за 26 лютого 2012. Процитовано 31 січня 2008.

| США | Це незавершена стаття з географії США. Ви можете допомогти проєкту, виправивши або дописавши її. |